# 1936年夏季奥林匹克运动会海地代表团
1936年夏季奥林匹克运动会海地代表团是海地派出的1936年夏季奥林匹克运动会代表团。该国原定派出1名运动员参赛，然而该选手后来因伤退赛。奥运开赛前，海地方面留意到其民用旗与列支敦士登国旗类似，便决定改用另外的旗帜参赛，而列支敦士登也因此事决定于1937年正式启用新版国旗。